# Зикмунд, Зденек Альбертович
Зденек Альбертович Зикмунд (25 декабря 1916 — 5 января 1950, аэродром Кольцово, Свердловск, СССР) — советский теннисист и хоккеист (центральный нападающий).

## Биография
Родился 25 декабря 1916 года в чешской семье.
В теннисных соревнованиях участвовал с 16 лет. Наиболее удачно выступал в парном разряде. Вместе с Николаем Озеровым, впоследствии известным спортивным комментатором, шесть раз выигрывал чемпионат СССР (1944—1949). Трижды был обладателем кубка СССР: в 1947 году в составе сборной Москвы, а 1948 и 1949 — московского «Спартака».
С Николаем Озеровым четыре раза выигрывал чемпионат Москвы в парном разряде — 1942, 1943, 1944 и 1948 (зима). А в 1947 году победил в одиночном разряде. Вместе с женой, Антониной Нифонтовой, дважды побеждал в миксте — 1947 (лето), 1948 (лето), а с К. Борисовой — 1948 (зима) и 1949 (лето). Абсолютный чемпион ВЦСПС 1944 года: одержал победы в одиночном разряде, парном (с Иваном Новиковым) и миксте (с Антониной Нифонтовой). В парном разряде победил и в следующем году. Входил в десятку сильнейших теннисистов страны (1938—1948); лучшее место — второе (1948).
Один из лучших советских хоккеистов послевоенного времени. В первом чемпионате СССР его команда, московский «Спартак», набрала одинаковое количество очков с ЦДКА и «Динамо». Но по худшей разнице заброшенных и пропущенных шайб довольствовалась лишь третьим местом. Зденек Зикмунд стал вторым снайпером лиги (13 заброшенных шайб), а лучший результат показал Анатолий Тарасов (14 голов). В следующем сезоне «Спартак» — вице-чемпион страны. Звено Иван Новиков — Зденек Зикмунд — Юрий Тарасов в 18 турах чемпионата отличилось у воротах соперников 70 раз.
Был в составе сборной Москвы, которая зимой 1948 года проводила серию матчей с сильнейшей европейской клубной командой того времени, пражским ЛТЦ. Принимал участие в двух матчах. В 1948 году, вместе с партнерами по звену, переходит в клуб ВВС (Москва). Его команда занимает второе место в чемпионате, а Зикмунд забивает 19 голов за турнир. Всего в чемпионатах СССР провёл около 50 матчей, 71 заброшенная шайба.
Погиб 7 января 1950 года во время неудачной посадки самолёта на аэродроме Кольцово под Свердловском. Всего в этой авиакатастрофе погибли шесть членов экипажа, врач, массажист и 11 игроков команды ВВС.

## Хоккейная статистика
| Сезон                    | Команда                  | Матчи | Голы |
| ------------------------ | ------------------------ | ----- | ---- |
| 1946/47                  | «Спартак» (Москва)       | ?     | 13   |
| 1947/48                  | «Спартак» (Москва)       | ?     | 28   |
| 1948/49                  | ВВС (Москва)             | ?     | 19   |
| 1949/50                  | ВВС (Москва)             | ?     | 11   |
| Всего в чемпионатах СССР | Всего в чемпионатах СССР | 50    | 71   |

## Выступления на теннисных турнирах

### Финалы чемпионата СССР

#### Одиночный разряд: 2 финала (2 поражения)
| Результат | №  | Год  | Турнир         | Соперник       | Счёт                    |
| Поражение | 1. | 1944 | Чемпионат СССР | Николай Озеров | 6-4, 5-7, 4-6, 4-6      |
| Поражение | 2. | 1948 | Чемпионат СССР | Борис Новиков  | 6-4, 2-6, 6-1, 4-6, 1-6 |

#### Парный разряд: 6 финалов (6 побед)
| Результат | №  | Год  | Турнир         | Партнёр        | Соперники                            | Счёт                    |
| Победа    | 1. | 1944 | Чемпионат СССР | Николай Озеров | Евгений Корбут Эдуард Негребецкий    | 6-3, 6-4, 6-2           |
| Победа    | 2. | 1945 | Чемпионат СССР | Николай Озеров | Оттомар Алас Эвальд Крее             | 2-6, 6-0, 6-2, 6-3      |
| Победа    | 3. | 1946 | Чемпионат СССР | Николай Озеров | Евгений Кудрявцев Эдуард Негребецкий | 1-6, 6-3, 3-6, 6-2, 6-1 |
| Победа    | 4. | 1947 | Чемпионат СССР | Николай Озеров | Евгений Корбут Эдуард Негребецкий    | 6-2, 6-2, 1-6, 6-3      |
| Победа    | 5. | 1948 | Чемпионат СССР | Николай Озеров | Оттомар Алас Сергей Андреев          | 6-3, 6-3, 6-4           |
| Победа    | 6. | 1949 | Чемпионат СССР | Николай Озеров | Евгений Корбут Эдуард Негребецкий    | 6-3, 3-6, 6-2, 6-0      |